# Lacon
Lacon — род жуков-щелкунов из подсемейства Agrypninae.

## Распространение
В мировой фауне насчитывается свыше ста видов рода. На территории бывшего СССР распространены всего 8 видов.

## Описание

### Имаго
Тело жуков плоское, широкое, слабо блестящее, покрыто щетинками. Бока заднегруди слабо выдвинуты вперёд; средние тазиковые впадины некруглые; эпистерны среднегруди доходят или почти доходят до средней тазиковой впадины. Передние твазиковые впадины замкнутые не менее чем на одну-треть. Коготки на внутреннем крае у основания без щетинок или с несколькими щетинками. Все членики лап без лопастей.

## Экология
Проволочники — хищники, обитающие в гнилой древесине.

## Список видов
Некоторые виды этого рода:
- Lacon altaicus (Candèze,1882) — Щелкун алтайский
- Lacon conspersus (Gyllenhal, 1808) — Щелкун окаймлённый крапчатый
- Lacon fasciatus (Linnaeus, 1758) — Щелкун хвойный
- Lacon funebris (Solsky, 1881) — Щелкун почвенный
- Lacon gillerforsi Platia & Schimmel, 1994
- Lacon graecus (Candèze, 1857)
- Lacon kapleri Platia & Schimmel, 1994
- Lacon lepidopterus (Panzer, 1801) — Щелкун чешуйчатый
- Lacon punctatus (Herbst, 1779) — Щелкун точечный
- Lacon querceus (Herbst, 1784) — Щелкун дубравный